# Lee Miller
Elizabeth "Lee" Miller, Lady Penrose (Poughkeepsie, 23 de abril de 1907 – Chiddingly, 21 de julho de 1977), foi uma fotógrafa e fotojornalista estadunidense. Foi modelo na cidade de Nova Iorque durante a década de 1920 antes de se mudar para Paris e começar a fotografar moda e arte.
Durante a Segunda Guerra Mundial, tornou-se correspondente na Europa da revista Vogue, sendo muito elogiada por seus trabalhos dessa época. Ela cobriu acontecimentos como a Blitz de Londres, a libertação de Paris e fotografou os campos de concentração em Buchenwald e Dachau.

## Biografia
Elizabeth nasceu em Poughkeepsie, no estado de Nova York, em 1907, filha de Theodore e Florence Miller. Seu pai tinha ascendência alemã e sua mãe tinha pais irlandeses e escoceses. Lee era a filha do meio, tendo um irmão mais velho chamado John e um irmão mais novo chamado Erik. Theodore também era fotógrafo amador e usou a filha como modelo para várias de suas fotos amadoras.
Quando tinha 7 anos de idade, Elizabeth foi estuprada por um amigo da família no Brooklyn e foi infectada com gonorreia. Viajou para a Europa em 1925, se estabelecendo em Paris para estudar arte, mas sua estadia por lá foi curta, e ela voltou a pedido do pai. Ao retornar, matriculou-se na Art Students League de Nova York.

## Carreira

### Modelo
Seu pai apresentou Elizabeth e seus irmãos à fotografia ainda crianças. Ela servia como sua principal modelo e inclusive tirou várias fotos de sua filha adolescente nua, mostrando-a também os aspectos artísticos e técnicos da fotografia. Aos 19 anos, ela quase foi atropelada em Manhattan, tendo sido salva por Condé Nast, editor da revista Vogue. Este incidente acabou por lançar sua carreira de modelo. Sua primeira capa para a Vogue foi na edição de 15 de março de 1927. Lee era exatamente o que a editora-chefe da revista procurava para ilustrar uma garota moderna.
Nos dois anos seguintes, ela uma das mais celebradas modelos de Nova Iorque, fotografada por todos os grandes mestres da época, como Edward Steichen, Arnold Genthe, Nickolas Muray e George Hoyningen-Huene. Sua carreira de modelo chega ao fim quando uma foto sua foi usada em um comercial de absorventes menstruais. Ela então foi contratada como designer em 1929 para desenhar moda, mas após algum tempo Lee se cansou do desenho e partiu para a fotografia.

### Fotografia
Em 1929, Lee viajou para Paris com o objetivo de aprender fotografia e arte surrealista com Man Ray. Inicialmente, Man alegou que não aceitava estudantes, mas logo Lee se tornou sua assistente e modelo, bem como musa e amante. Em Paris, ela abriu seu próprio estúdio fotográfico, em geral pegando os trabalhos de Man para deixá-lo livre para pintar. Várias fotos desta época foram atribuídas a Man, mas são de autoria de Lee Miller.
Participante do movimento surrealista, entre seu círculo de amizades estavam Pablo Picasso, Paul Éluard e Jean Cocteau. Em uma discussão com Man Ray sobre a autoria de uma série de fotos, Man a agrediu com uma lâmina e cortou o pescoço de Lee, que o deixou em 1932 e voltou para Nova Iorque, onde abriu um estúdio fotográfico junto de seu irmão Erik, que vinha trabalhando com o fotógrafo de moda Toni von Horn.
Lee alugou dois apartamentos no mesmo prédio, a um quarteirão do Radio City Music Hall. Um apartamento era sua casa, o outro se tornou o Lee Miller Studio. Alguns de seus clientes eram Henry Sell, Elizabeth Arden, Helena Rubinstein, BBDO e Jay Thorpe. Em 1932, seus trabalhos foram exibidos na Galeria Julien Levy, em Nova Iorque, ena exposição de fotógrafos internacionais no Museu do Brooklyn, junto de László Moholy-Nagy, Cecil Beaton, Margaret Bourke-White, Tina Modotti, Charles Sheeler, Man Ray e Edward Weston.

### Segunda Guerra Mundial

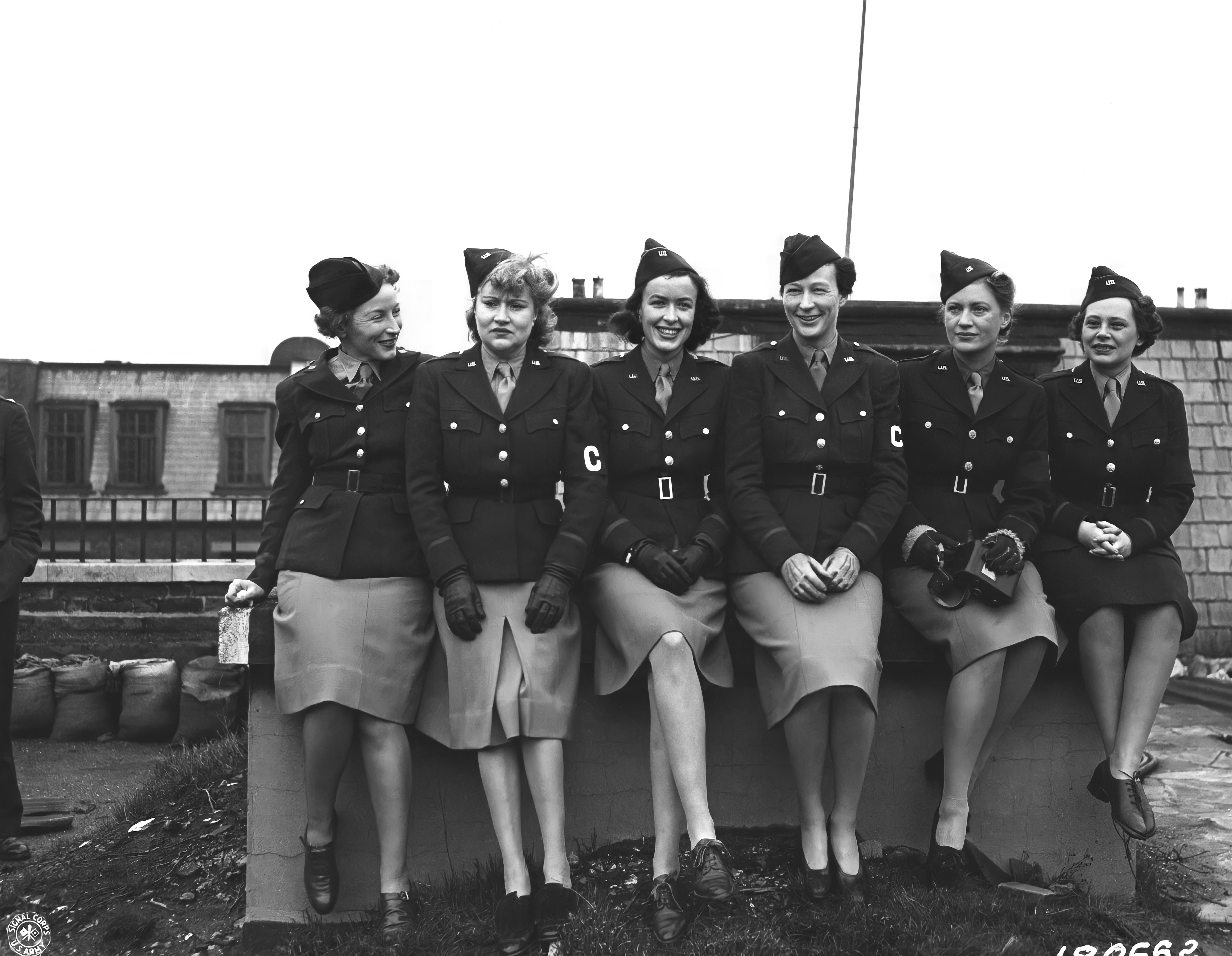
Seis correspondentes de guerra em 1943: Mary Welch, Dixie Tighe, Kathleen Harriman, Helen Kirkpatrick, Lee Miller, Tania Long, da esquerda para a direita

Com a eclosão da Segunda Guerra Mundial, Lee morava em Hampstead, em Londres, quando o bombardeio na cidade começou. Ignorando os pedidos da família e de amigos de voltar para os Estados Unidos, Lee entrou na carreira do fotojornalismo e se tornou correspondente oficial de guerra para a Vogue, documentando a Blitz na Inglaterra. Em dezembro de 1942, tornou-se correspondente para o Exército dos Estados Unidos e para as publicações da Condé Nast.
Lee viajou pela França menos de um mês depois do Desembarques da Normandia e registrou os primeiros usos de napalm no cerco de Saint-Malo, bem como a liberação de Paris, a Batalha de Mulhouse e o horror dos campos de concentração nazistas em Buchenwald e Dachau. Lee também foi uma das primeiras a chegar ao apartamento de Adolf Hitler em Munique, cujo endereço ela guardava no bolso por anos. Nesta mesma época, ela fotografou crianças enfermas no Hospital de Viena, a vida miserável dos camponeses na Hungria pós-Segunda Guerra, os corpos de oficiais nazistas e de suas famílias e a execução do primeiro-ministro László Bárdossy.
Com o fim da guerra, Lee continuou trabalhando para a Vogue por mais dois anos, cobrindo eventos de moda e celebridades.

### Vida na Inglaterra
Depois de voltar da Europa Ocidental, Lee teve vários episódios depressivos e o que viria a ser nomeado de transtorno de estresse pós-traumático. Lee começou a beber muito, o que prejudicou sua vida e sua carreira, bem como seu futuro. Em 1946, ela viajou para os Estados Unidos, visitando Man Ray na Califórnia. Depois de descobrir que estava grávida do companheiro, Roland Penrose, os dois se casaram em 1947 e tiveram um filho, Antony Penrose em setembro do mesmo ano.
Entre os anos de 1940 e 1950, o serviço de segurança britânico, o MI5, a investigou, por suspeitar que ela seria uma agente soviética. Em 1949, o casal comprou uma fazenda em Chiddingly, em Sussex. Entre os anos 1950 e 1960, a fazenda se tornou uma espécie de destino artístico para vários pintores, fotógrafos e escritores proeminentes da época, como Henry Moore, Eileen Agar, Jean Dubuffet, Dorothea Tanning e Max Ernst. Apesar de tirar fotos de personalidades para biografias e livros, as imagens que viu durante a Segunda Guerra ainda a perseguiam e aliado ao longo caso que seu marido tinha com uma trapezista chamada Diane Deriaz, fizeram Lee afundar uma longa depressão.

## Morte
Lee Miller morreu em sua fazenda em Chiddingly, no dia 21 de julho de 1977, aos 70 anos, devido a um câncer. Seu corpo foi cremado e suas cinzas espalhadas em seu jardim.